# 欧仁妮·布朗夏尔
欧仁妮·布朗夏尔（法語：Eugénie Blanchard，發音：[øʒeni blɑ̃ʃaʁ]；，1896年2月16日—2010年11月4日），法国超级人瑞女性。2008年5月25日成為法國最年長者，自日本琉球人知念蒲於2010年5月2日辭世後，繼位為在世最年長者。2010年11月4日，她在聖巴泰勒米島上的安養院去世，終年114歲261天。她去世後，由巴西婦女瑪麗亞·戈梅斯·瓦倫廷成為最年長者。其一生有大多的時間當修女。

## 參看
- 獲驗證的最長壽者列表
- 呂紫劍（未經認證）